# NGC 3904
NGC 3904 (również PGC 36918) – galaktyka eliptyczna (E2), znajdująca się w gwiazdozbiorze Hydry. Odkrył ją William Herschel 7 marca 1791 roku.
W galaktyce tej zaobserwowano supernową SN 1971C.